# Dysoxylum macranthum
Dysoxylum macranthum là một loài thực vật có hoa trong họ Meliaceae. Loài này được C.DC. mô tả khoa học đầu tiên năm 1878.